# Coenonympha heros
Coenonympha heros är en fjärilsart som beskrevs av Matsumura 1925. Coenonympha heros ingår i släktet Coenonympha och familjen praktfjärilar. Inga underarter finns listade i Catalogue of Life.